# 七尾マリンパーク
七尾マリンパーク（ななおマリンパーク）は、石川県七尾市にある公園。
七尾湾に面し、能登食祭市場に隣接する。被災時の避難地として整備され、通常は各種イベントの会場として利用される（七尾港まつり、モントレー・ジャズフェスティバル・イン・能登）。
七尾港一帯はみなとオアシスとして登録していて、当公園はみなとオアシス七尾「能登食祭市場」を構成する施設の一である。

## 交通アクセス
鉄道
- 七尾駅下車。徒歩10分。
  - 西日本旅客鉄道（JR西日本）七尾線

バス
- 「能登食祭市場」下車。徒歩すぐ。
  - 北鉄能登バス - 中能登特急線、七尾特急線、和倉線、万行緑ヶ丘線
  - まりん号 - 西回り
- 「食祭市場前」下車。徒歩すぐ。
  - ぐるっと7 - 西コース、東コース